# Giochi digitali e didattica
Giochi digitali e didattica è un campo di ricerca dell'istruzione che studia ciò che si apprende giocando ai videogiochi e come i principi di progettazione, i dati e le comunità di videogiochi possono essere utilizzati per sviluppare nuovi ambienti di apprendimento. I ricercatori studiano anche come i dati generati dal gioco digitale possono essere utilizzati per progettare le modalità future di valutazioni dell'apprendimento. I videogiochi creano nuovi mondi sociali e culturali, mondi che aiutano le persone a imparare integrando pensiero, interazione sociale e tecnologia, il tutto al servizio delle cose a cui tengono. I computer e altre tecnologie hanno già cambiato il modo in cui gli studenti imparano. L'integrazione dei videogiochi nell'istruzione ha il potenziale per creare modi nuovi e più potenti di apprendere nelle scuole, nelle comunità e nei luoghi di lavoro.

## Ricerca

### Risvolti educativi dei giochi digitali sull'apprendimento
La ricerca in merito a videogiochi e apprendimento mostra i benefici educativi e sociali dei giochi digitali. In particolare, studia come i nuovi strumenti dei media digitali spostano il tema della ricerca educativa dal richiamo e dalla ripetizione delle informazioni alla capacità di trovarle, valutarle e utilizzarle in modo convincente al momento giusto e nel giusto contesto. Inoltre, la ricerca si occupa di esplorare come i giochi digitali e le comunità di gioco possono portare ad abilità educative del XXI secolo come: il pensiero di ordine superiore, la capacità di risolvere problemi complessi, pensare in modo indipendente, collaborare, comunicare e applicare strumenti digitali per raccogliere informazioni in modo efficace. Quello che si dimostra è che i videogiochi non hanno bisogno di essere specificamente orientati all'educazione per essere strumenti educativi. I giochi digitali possono mettere insieme modi di conoscere, modi di fare, modi di essere e modi di prendersi cura.
Progettate in modo appropriato, le funzionalità dei giochi digitali, possono fornire potenti vantaggi per la motivazione e l'apprendimento. Singoli studi hanno dimostrato, ad esempio, che videogiochi ben progettati possono promuovere la comprensione concettuale e abilità di processo,  possono favorire una comprensione epistemologica più profonda della natura e dei processi attraverso i quali la conoscenza scientifica è sviluppata e può produrre uno sviluppo della volontà e della capacità dei giocatori di impegnarsi in pratiche e discorsi scientifici.
I giochi digitali insegnano anche agli studenti che il fallimento è inevitabile, ma non irrevocabile. A scuola, il fallimento è un grosso problema. Nei videogiochi, i giocatori possono semplicemente ricominciare dall'ultimo salvataggio. Un fallimento a basso costo assicura che i giocatori corrano dei rischi, esplorino e provino cose nuove.

### Videogiochi, simulazioni virtuali e laboratori fisici
Gran parte del dibattito sui giochi digitali per l'istruzione si è basato sul fatto che i videogiochi producano apprendimento. Ma questa domanda è eccessivamente semplicistica. La relazione del Consiglio Nazionale delle Ricerche sulle attività di laboratorio e simulazioni chiarisce che il design e non solo il mezzo di un'attività di apprendimento fisico o virtuale ne determina l'efficacia. I giochi digitali sono un mezzo con determinati vantaggi e vincoli, proprio come lo sono i laboratori fisici e le simulazioni virtuali. Simulazioni e giochi digitali, in realtà, condividono molte somiglianze in questo senso. Sebbene ci siano più definizioni per i giochi digitali, le caratteristiche chiave che differenziano i videogiochi dalle simulazioni implicano l'inclusione esplicita di:
- Regole per partecipare alla simulazione
- Obiettivi da perseguire per i giocatori
- Mezzi per indicare ai giocatori il progresso verso tali obiettivi

### Apprendimento e gioco educativo nella prima infanzia: John Dewey e Peter Gray
Come sosteneva John Dewey, pedagogista statunitense, le scuole sono costruite sull'ossessione per i fatti. Mediante il gioco, gli studenti possono imparare facendo qualcosa come parte di una comunità più ampia di persone che condividono obiettivi e modi comuni per raggiungere degli obiettivi comuni, rendendo il gioco un vantaggio anche per ragioni sociali. In sostanza, in collegamento ai videogame, il sapere è un qualcosa che si costruisce via facendo, il risultato di un continuo lavoro di scoperta, ricerca, collegamento, tessitura, lavoro dentro il quale azione e riflessione vanno di pari passo (altrimenti il gioco finisce). Come ognuno può vedere, tutto ciò porta frutti importanti all’esperienza scolastica, ma anche ad una pedagogia del vissuto quotidiano.
Il gioco ha anche cambiato l'aspetto dei programmi di studio nelle scuole, basati esclusivamente sui contenuti. Nei media basati sull'aspetto contenutistico, le persone imparano quando vengono raccontate e riflettendo su ciò che viene loro detto. Nei videogiochi, invece, i game designers creano ambienti digitali e livelli di gioco che modellano, facilitano e persino insegnano la risoluzione dei problemi.
Peter Gray, ricercatore e studioso di psicologia statunitense, che ha condotto una ricerca sull'apprendimento della prima infanzia, afferma che il gioco è un'attività puramente benefica nei bambini piccoli. Afferma che i bambini sono in grado di scegliere come utilizzare nel modo più efficace il loro tempo e che l'uso estensivo di un particolare mezzo di apprendimento mostra che ne stanno ricavando qualcosa di prezioso. Continua affermando l'importanza del computer nell'era moderna e che non utilizzarlo come strumento di apprendimento è semplicemente sciocco.

### I principi di apprendimento nei videogiochi secondo J. P. Gee
Nel suo libro What Video Games Have to Teach Us About Learning and Literacy, James Paul Gee parla dei principi del digital learning e della loro applicazione. Gee si è concentrato sui principi di apprendimento nei videogiochi, mostrando al lettore i vari modi in cui i giochi e l'apprendimento sono collegati e come ogni principio supporta l'apprendimento attraverso il gioco. I videogiochi di maggiore successo sono quelli capaci di sfidare i giocatori, in quanto li motivano a perseverare e insegnano agli stessi come giocare.
La teoria dell'apprendimento dei videogiochi di Gee identifica trentasei principi di apprendimento, tra cui:
1. Controllo attivo: ogni aspetto dell'ambiente di apprendimento dovrebbe essere impostato per incoraggiare l'apprendimento attivo e critico, invece di ambienti di apprendimento più tradizionalmente passivi. L'apprendimento attivo richiede che lo studente comprenda e utilizzi le grammatiche di progettazione del dominio semiotico in cui sta imparando. L'apprendimento critico si verifica quando lo studente può interagire, riflettere, criticare e modificare gli elementi del progetto;[24]
2. Principio di progettazione: conoscere i principi di progettazione e apprezzare il design;[24]
3. Principio semiotico: identificare, comprendere e apprezzare le relazioni tra i sistemi di simboli. I simboli possono includere parole, immagini, azioni, artefatti, ecc;[24]
4. Dominio semiotico: padronanza in un dominio semiotico in modo da poter partecipare alla comunità di pratica appropriata. Un dominio semiotico utilizza una data modalità (immagini, equazioni, simboli, ecc.) per comunicare messaggi agli altri. Esempi di domini semiotici includono la psicologia cognitiva, i giochi sparatutto in prima persona e la biologia cellulare;[24]
5. Pensiero a livello meta: gli studenti possono pensare in modo critico alle relazioni tra più domini semiotici. Ad esempio, in che modo i concetti trovati in psicologia cognitiva si riferiscono ai giochi sparatutto in prima persona?;[24]
6. Principio della moratoria psicosociale: gli studenti possono correre dei rischi in uno spazio in cui le conseguenze del mondo reale sono ridotte;
7. Principio dell'apprendimento impegnato: gli studenti parteciperanno a impegni estesi come estensione delle loro identità del mondo reale in relazione alle loro identità virtuali. Lo studente si sente impegnato a continuare il suo sforzo e la sua pratica;[24]
8. Principio dell'identità: Gee mostra l'importanza dei giochi e dell'apprendimento affermando che l'apprendimento implica l'assunzione e il gioco con le identità, in modo tale che lo studente abbia scelte reali (nello sviluppo dell'identità virtuale) e ampie opportunità di mediare sul rapporto tra nuove e vecchie identità. C'è un gioco tripartito di identità quando gli studenti si relazionano e riflettono sulle loro molteplici identità del mondo reale, un'identità virtuale e un'identità proiettiva;
9. Principio della conoscenza di sé: lo studente impara a conoscere se stesso e la sua potenziale gamma di abilità, in un processo di auto-riflessione;[24]
10. Principio dell'amplificazione dell'input: lo studente è in grado di inserire un input piccolo, ma riceve un output molto più grande. Questo principio esamina quanto sforzo è necessario allo studente per ricevere una ricompensa;[24]
11. Principio del raggiungimento: lo studente ha bisogno di ricompense intrinseche che siano adattate al livello, allo sforzo e alla padronanza del contenuto dello studente;[24]
12. Principio della pratica: gli studenti hanno bisogno di molta pratica in un contesto in cui sono coinvolti con il materiale, non annoiati da esso;[24]
13. Principio dell'apprendimento continuo: lo studente attraverserà cicli di apprendimento di nuovo materiale, automatizzando il materiale, annullando alcune automatizzazioni e riorganizzando l'automazione;[24]
14. Principio del regime di competenza: lo studente può agire al limite della sua comprensione per far sembrare i concetti stimolanti, ma non impossibili.[24]

### Migliorare l'abilità multitasking attraverso videogiochi d'azione
I videogiochi hanno mostrato livelli positivi di miglioramento nelle aree della funzione cognitiva. Nel loro studio Migliorare l'abilità multitasking attraverso i videogiochi d'azione, Chiappe e colleghi hanno stabilito che 50 ore di gioco hanno migliorato significativamente i risultati su di un test delle prestazioni modellato sulle abilità utilizzate durante il pilotaggio di un aereo. Oltre a ciò, le aree di attenzione e vigilanza, così come i processi visivi di base, hanno dimostrato di migliorare con il tempo assegnato ai videogiochi.
Il presente studio ha esaminato se i videogiochi d'azione possono migliorare il multitasking in ambienti con carichi di lavoro elevati. Due gruppi senza esperienza di videogiochi d'azione sono stati pre-testati utilizzando la Multi-Attribute Task Battery (MATB). Si compone di due compiti principali; monitoraggio e gestione del carburante e due attività secondarie; monitoraggio e comunicazione dei sistemi. Un gruppo fungeva da gruppo di controllo, mentre un secondo giocava a videogiochi d'azione per un minimo di 5 ore a settimana per 10 settimane. Entrambi i gruppi sono tornati per una valutazione a posteriori sul MATB. Abbiamo riscontrato che il trattamento videoludico migliora le prestazioni nelle attività secondarie, senza interferire con le attività primarie. I nostri risultati dimostrano che i videogiochi d'azione possono aumentare la capacità delle persone di svolgere compiti aggiuntivi aumentando la capacità di attenzione.

## Applicazione
Gli strumenti di apprendimento digitale possono essere personalizzati per adattarsi alle capacità dei singoli studenti e possono coinvolgerli in attività interattive e simulare situazioni di vita reale. I giochi possono creare nuovi mondi sociali e culturali che potrebbero non essere stati disponibili per tutti in passato. Questi mondi possono aiutare le persone a imparare integrando il pensiero, l'interazione sociale e la tecnologia, il tutto al servizio del fare le cose a cui tengono. I videogiochi sono importanti perché consentono alle persone di partecipare e sperimentare nuovi mondi. Permettono ai giocatori di pensare, parlare e agire in modi nuovi. In effetti, i giocatori occupano ruoli che sarebbero altrimenti inaccessibili per loro.

### Esempi

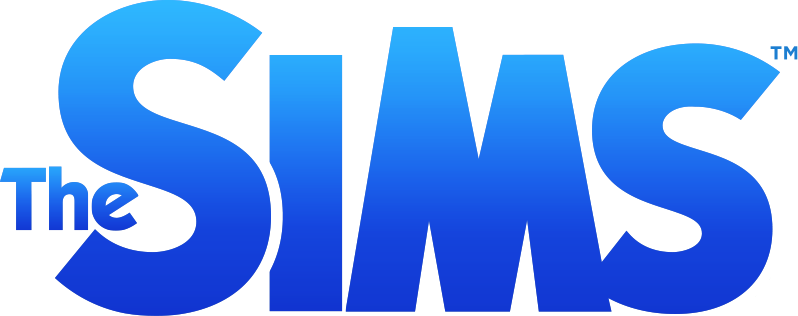
Serie di videogiochi "The Sims".

- Serie di videogiochi "The Sims".Un esempio di gioco in cui i giocatori imparano mentre giocano è The Sims, un gioco di strategia in tempo reale in cui i giocatori devono prendere decisioni che alterano la vita del loro personaggio. Possono manipolare lo scenario per creare vite digitali in cui possono sperimentare le lotte della genitorialità single o della povertà. I giocatori in questo gioco non sono autorizzati a modificare una decisione precedente per alterare il risultato, anche se il risultato è spiacevole. L'obiettivo è sopravvivere al meglio delle loro capacità. Il gioco è complicato e difficile, proprio come sarebbe vivere una vita reale. Per quanto riguarda un approccio più tradizionale all' istruzione, The Sims è stato utilizzato come piattaforma per gli studenti per imparare una lingua ed esplorare la storia del mondo, sviluppando allo stesso tempo abilità come lettura, matematica, logica e collaborazione.[27]

Videogioco "Minecraft" sviluppato da Mojang Studios.

- Videogioco "Minecraft" sviluppato da Mojang Studios.Un altro esempio è Minecraft, videogioco 3D basato sulla costruzione ed estrazione di blocchi. I giocatori possono infatti creare varie costruzioni scegliendo di utilizzare diversi materiali come minerali, pietre e anche tronchi d'acqua. In questo modo, il videogioco consente agli studenti di: creare in libertà, sviluppando la creatività, di stimolare il pensiero critico e la risoluzione di problemi (problem solving) e di interagire con altri giocatori affinando le abilità sociali.[27]

Applicazione "Duolingo" per l'apprendimento di lingue.

- Applicazione "Duolingo" per l'apprendimento di lingue.Duolingo, invece, è una delle applicazioni più conosciute per l'apprendimento delle lingue. La scelta delle lingue da apprendere è varia, perché l'applicazione prevede non solo l'inglese, ma anche il francese, il portoghese, lo spagnolo e il tedesco. In questo caso lo studente, al fine di salire di livello, dovrà guadagnare punti sufficienti per progredire attraverso le lezioni di Duolingo guadagnando una quantità di punti per ogni parola proprio come un videogioco.[28]

### Effetti positivi
Sebbene non tutti i ricercatori siano d'accordo, alcuni studi recenti hanno mostrato gli effetti positivi dell'uso dei giochi per l'apprendimento. Uno studio condotto dalla professoressa Traci Sitzmann presso l'Università dell'Oregon su 6.476 studenti, afferma che i tirocinanti nel gruppo di gioco avevano livelli di conoscenza fattuale dell'11% più alti, livelli di conoscenza basati sulle abilità più alti del 14% e livelli di ritenzione più alti del 9% rispetto ai tirocinanti nel gruppo di confronto. Altri studi aggregati mostrano anche un aumento delle prestazioni di apprendimento grazie all'uso dei videogiochi.
La scienza dimostra, grazie a numerose ricerche scientifiche, come in realtà i videogiochi abbiano aspetti molto positivi dal punto di vista delle abilità cognitive:
- Problem solving: molti videogiochi consentono di passare a un livello successivo attraverso l'utilizzo di strategie. I processi nella ricerca della migliore strategia da utilizzare tuttavia, richiedono diversi tentativi da parte del giocatore. In questo modo, il cervello viene stimolato ad affinare sempre più le capacità di problem solving, capacità essenziale nella vita di tutti i giorni;
- Collaborare e cooperare: secondo diversi studi, i videogiochi aiuterebbero i giovani a socializzare, grazie ad ampie community virtuali e al fatto che più del 70% di essi gioca in compagnia, sviluppando l'attitudine alla cooperazione;
- Attenzione e concentrazione: i videogiochi consentono inoltre di migliorare la prontezza di riflessi e la capacità d'attenzione. In questo modo, vengono sviluppate abilità attentive quali selezionare gli stimoli cui prestare attenzione, o riuscire a mantenere per un periodo sufficientemente prolungato la concentrazione su quegli stessi elementi;
- Decisioni più rapide: in particolare per quanto riguarda i videogiochi di azione, dove i giocatori devono muoversi velocemente, tenere a mente più dettagli e informazioni nello stesso momento e prendere decisioni in una frazione di secondo.[31]

## Controversia
In una visione pessimistica dei videogame, la condizione del giocatore può essere facilmente ricondotta a dimensioni ammaliatrici, pervasive e invasive dei territori dell’educazione. Il videogame apparirebbe, per questo suo fare immersivo, come un meccanismo di distrazione dalle attività consuete e consolidate, riguardanti l'educazione e la formazione dei più giovani. Alcune ricerche, quindi, ritengono che questi standard e metodi di test non siano favorevoli a metodi di insegnamento che incorporano i videogiochi. Da soli non renderanno le scuole più efficienti, non potranno sostituire gli insegnanti o servire come risorsa educativa che può raggiungere un numero infinito di studenti.
I critici ammoniscono che le nozioni che le persone apprendono giocando ai videogiochi non sono sempre funzionali. Douglas Gentile, professore associato di psicologia alla Iowa State University, ha scoperto che i bambini che giocano ripetutamente a videogiochi violenti stanno imparando modelli di pensiero che rimarranno con loro e ne influenzeranno i comportamenti man mano che invecchiano. I ricercatori di questo studio hanno scoperto che, nel tempo, i bambini hanno iniziato a pensare in modo più aggressivo e, quando provocati a casa, a scuola o in altre situazioni, i bambini hanno reagito in modo molto simile a quando hanno giocato ad un videogioco violento. Alcuni ricercatori si chiedono se una maggiore dipendenza dai videogiochi sia nell'interesse degli studenti, indicando che ci sono poche prove che il gioco abile si traduca in punteggi migliori nei test o in uno sviluppo cognitivo più ampio. Emma Blakey, ricercatrice PhD in psicologia dello sviluppo presso l'Università di Sheffield in Inghilterra, osserva che pochissimi studi hanno esaminato se i videogiochi migliorano le prestazioni in classe e il rendimento scolastico.
Ma anche i critici più severi concordano sul fatto che le persone possono imparare qualcosa giocando ai videogiochi. Mentre la ricerca sugli impatti comportamentali e cognitivi dei videogiochi con violenza ha mostrato risultati contrastanti, i giochi con poca o nessuna violenza hanno mostrato risultati promettenti. Elizabeth Zelinski, professoressa di gerontologia e psicologia presso la University of Southern California, afferma che alcuni giochi digitali hanno dimostrato di migliorare la funzione del cervello, mentre altri hanno il potenziale per invertire la perdita cognitiva associata all'invecchiamento. Alcuni giochi richiedono ai giocatori di prendere decisioni che vanno da semplici a piuttosto complesse per guidare i suoi progressi.